# Мыльникова, Маргарита Александровна
Маргари́та Алекса́ндровна Мы́льникова (11 июня 1922, Козьмодемьянск, Марийская автономная область, РСФСР ― 12 марта 1998, Йошкар-Ола, Марий Эл, Россия) ― марийская советская певица, музыкальный педагог. Солистка фронтовой концертной бригады Марийской государственной филармонии имени Я. Эшпая (1943―1945). Заслуженная артистка Марийской АССР (1951).

## Биография
Родилась 11 июня 1922 года в г. Козьмодемьянске Марийской автономной области.
В 1939 году окончила 8 классов средней школы в родном городе и поступила сразу на вокальное и фортепианное отделения Йошкар-Олинского музыкального училища, которое спустя два года, в 1941 году было закрыто в связи с началом Великой Отечественной войны.
С 1942 года ― солистка Марийской государственной филармонии, в годы Великой Отечественной войны ― участница фронтовых концертных бригад, в 1943―1945 годах ― участница фронтовой концертной бригады Маргосфилармонии. Награждена орденом Красной Звезды и медалями. 
По окончании войны продолжила прерванную учёбу и в 1948 году окончила Йошкар-Олинское музыкальное училище.
С 1948 года вновь активно работает солисткой в Маргосфилармонии.
Затем работала преподавателем по классу фортепиано в Козьмодемьянской детской музыкальной школе.
В 1951 году ей присвоено почётное звание «Заслуженная артистка Марийской АССР». Награждён орденом «Знак Почёта» и медалями.   
Скончалась 12 марта 1998 года в г. Йошкар-Оле.

## Музыкальное творчество
В 1943―1945 годах в составе фронтовой концертной бригады Маргосфилармонии была участницей свыше 1000 выступлений.  В течение войны певица с бригадой несколько раз выезжала на фронт, воодушевляя своим пением советских бойцов. Сама М. Мыльникова позже вспоминала, что свои выступления на фронтовых концертах начинала песней Т. Хренникова «Прощание». В годы войны ей приходилось выступать и в лесу, переодеваясь прямо в землянке, и в госпиталях для раненых солдат. 
В 1953 году в качестве солистки Марийского ансамбля Маргосфилармонии выезжала с ансамблем в гастрольную поездку по городам РСФСР, в частности, в Пермскую область, Ленинградскую область и Ленинград, в Прибалтику. Выступления солистки ансамбля проходили с успехом и не раз отмечались в благодарственных отзывах о концертах ансамбля.
Однако напряжённая исполнительская деятельность сказалась на здоровье певицы: ввиду болезни голосовых связок она на некоторое время вынуждена была оставить сцену.
В годы работы в детской музыкальной школе г. Козьмодемьянска свободное от занятий время отдавала пению: продолжала работу над повышением вокального мастерства, готовила концертные программы из произведений советских композиторов, русских народных песен и, старинных романсов и классики, с которыми выступала в сольных концертах перед жителями Козьмодемьянска.

## Признание
- Заслуженная артистка Марийской АССР (1951)[1]
- Орден Красной Звезды (22.07.1945)[1][3][4] ― за большую работу по обслуживанию фронта[2]
- Орден «Знак Почёта» (1951)[1]
- Медаль «За доблестный труд в Великой Отечественной войне 1941―1945 гг.» (1946)
- Почётная грамота Президиума Верховного Совета Марийской АССР (1944)[1]

## Память
Материалы, посвящённые певице М. А. Мыльниковой, ныне хранятся в Национальном музее Республики Марий Эл им. Т. Евсеева и Музее истории Музыкального училища Марийского колледжа культуры и искусств имени И. С. Палантая.